# Villa Jamtbol
Villa Jamtbol, også kendt som lægevillaen (svensk: läkarvillan), er en villa i Mörviken, den gamle del af Åre i Jämtlands län i det nordlige Sverige. Den opførtes udelukkende af tømmer i nationalromatisk stil, ikke langt fra Åre Bergbana på foranledning af bankdirektør Salomon Sahlin fra Östersund. Bygningen blev i 1926 overtaget af Svenska Läkaresällskapet, der drev pensionat. I dag er villaen privatbolig, men en stor del af det oprindelige interiør er bevaret. Villa Jamtbol har været byggnadsminne siden den 12. januar 1981.